# Шварцман Роман Маркович
Швáрцман Ромáн Мáркович (нар. 7 листопада 1936) — голова Одеської регіональної асоціації євреїв — колишніх в'язнів гетто і нацистських концтаборів.
Віце президент Всеукраїнської Асоціації євреїв — колишніх в'язнів гетто і нацистських концтаборів, головою якої є Забарко Борис Михайлович.
Заступник голови Ради Одеського товариства єврейської культури та керуючий суспільно-культурним центром.

## Біографія

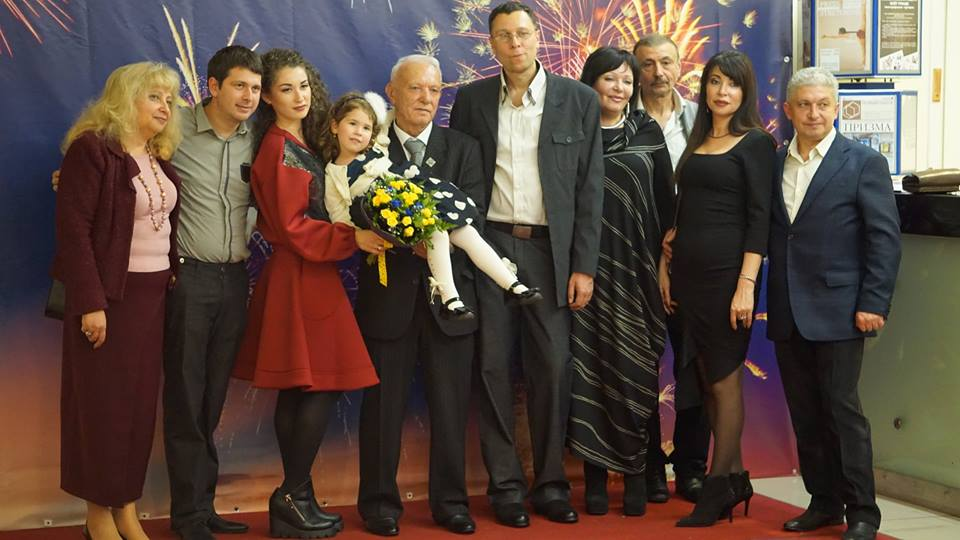
Шварцман Роман Маркович зі своєю родиною

Роман Маркович Шварцман, народився в 1936 році, в простій єврейській родині, в м. Бершадь, Вінницької області. У сім'ї було дев'ятеро дітей, сьомим був Роман Шварцман. Мати була домогосподаркою, батько працював на Бершадському спиртовому заводі охоронцем. Коли закінчилася Друга світова війна, всі архівні та особисті документи були спалені і тоді, щоб відновити вік Роману, лікарем районної поліклініки було проведено зовнішній огляд.
Після Другої світової війни, в 1945 році, дев'ятирічний Роман пішов до першого класу Бершадської середньої школи. У 1955 році він переїжджає до Одеси, де вступає в ПТУ № 2, за фахом слюсар-складальник, яке закінчив 1956 році. З 1957 по 1963 роки навчався в Одеському інститут інженерів морського флоту (Морський універ), на спеціальність інженер-механік. Свою трудову діяльність Роман почав на Одеському заводі Поліграфмаш, де і працює в даний час. У його трудовій книжці всього один запис.
У 1959 році Роман одружився.
У 1992 Роман став членом міжнародної організації колишніх в'язнів гетто і концтаборів, яка була заснована в Одесі в 1991 році. За сьогоднішній день він залишається постійним і діючим членом організації. У 1991 році на першому з'їзді членами міжнародної організації було прийнято рішення про створення регіональних асоціацій колишніх в'язнів гетто і концтаборів, а штаб квартиру міжнародного союзу перенести в Москву. У 1991 році була створена Одеська регіональна асоціація колишніх в'язнів гетто, де Роман був заступником голови, яким на той момент часу був Леонід Сушон.
У 2002 році, на Одеській регіональній конференції, присвяченій підсумкам роботи асоціації, Роман був обраний, головою асоціації, керівником якої є і досі.
Він сприяє щорічним урочистим заходам в Прохоровському сквері, присвяченим Міжнародному дню пам'яті жертв Голокосту, який весь світ відзначає 27 січня; Міжнародному дню звільнення в'язнів концтаборів, щорічно відзначається 12 квітня, а також проведення заходів на тему Голокосту в єврейському культурному центрі «Beit Grand», просвітницьких заходів в школах, університетах та на телебаченні. Є почесним гостем міжнародних конференцій, присвячених темі Голокосту.
Бере активну участь у розвитку та вдосконаленні роботи музею Голокосту, створеним асоціацією в'язнів і відкритим в 2009 р.

## Спогади про Голокост
У 1941 році вся Україна була окупована німецькими та румунськими військами. У перші дні початку Другої світової війни батько і старший брат Романа Шварцмана, пішли на фронт. На початку липня матір, з вісьмома маленькими дітьми намагалася евакуюватися. Після двох тижневих спроб евакуації, вони змушені були повернутися додому, через активний наступ фашистських військ.
В кінці липня, початку серпня в м. Бершадь увійшли німці. А на початку вересня указом коменданта німецької адміністрації на території міста було організовано два гетто, в одному з яких і знаходилася сім'я Романа.
У Бершадське гетто були депортовані євреї з Бессарабії і розташованих поруч районів Вінницької області.
Загальна чисельність євреїв склала 25000 людей. За період з 1941 по березень 1944 рр. німецькими та румунськими нацистами було знищено 13871 євреїв.
У період окупації, в 1942 році, під час роботи по ремонту моста через річку Дохно, від рук румунських наглядачів був застрелений один зі старших братів Романа. Трохи пізніше ця історія лягла в основу одного з фільмів ізраїльського режисера Бориса Мавцера.
Нестерпні умови життя в гетто залишили свій відбиток на все життя.
29 березня 1944 року, м Бершадь був звільнений Червоною армією.
У 1945 році, після звільнення Європи від фашистської чуми, батько Романа з Берліна був мобілізований на війну проти Японії. Додому він повернувся тільки в 1946, після того, як Червона армія здобула перемогу над фашистською Японією. Старший брат Романа, який пішов на фронт, живим не повернувся. І тільки в 1953 році, родина отримала похоронку про те, що він героїчно загинув на північному фронті, захищаючи Ленінград. Його ім'я відображене в «Чорній книзі», авторами якої стали Василь Гроссман, Ілля Еренбург.

## Нагороди
- Орден «За заслуги» I ст. (27 червня 2018) — за значний особистий внесок у державне будівництво, соціально-економічний, науково-технічний, культурно-освітній розвиток України, вагомі трудові здобутки та високий професіоналізм[11]
- Орден «За заслуги» II ст. (1 жовтня 2013) — за вагомий особистий внесок у розвиток ветеранського руху, патріотичне виховання молоді, багаторічну плідну громадську та професійну діяльність[12][13]
- Орден «За заслуги» III ст. (3 травня 2006) — за особисту мужність і відвагу, незламність духу у боротьбі з фашистськими загарбниками у період Великої Вітчизняної війни 1941—1945 років, активну діяльність у ветеранських організаціях[14][15]
- Заслужений машинобудівник Української РСР (1989)[16]
- Медалі «За трудову відзнаку» (1977), «Ветеран праці» (1985)[16]
- Відзнака перед м. Одеса
- Ювілейні медалі за Державні та Міжнародні заслуги
- Почесна відзнака Одеського міського голови «Трудова слава»[17]
- Хрест «За заслуги» Німеччини на стрічці (2003)[18]

## Громадська діяльність

### Одеська регіональна асоціація колишніх в'язнів гетто і концтаборів
В Одесі був створений перший установчий з'їзд, на якому було створено Міжнародний Союз євреїв — колишніх в'язнів гетто і нацистських концтаборів. І тільки через кілька років такі асоціації відкрилися в Києві і в Москві.
У 1990 році була створена Одеська регіональна асоціація колишніх в'язнів гетто і концтаборів.
Основною метою створення асоціації є: об'єднання євреїв — колишніх в'язнів гетто і нацистських концентраційних таборів, в період другої світової війни, захист їх прав, свобод і інтересів, координація діяльності об'єднань, розташованих на території м. Одеси та Одеської області. Завдання асоціації — протидія фашизму, екстремізму та іншим проявам расової дискримінації, виявлення місць масового знищення євреїв в період другої світової війни, увічнення пам'яті жертв геноциду, увічнення та пошук людей, які рятували євреїв, з метою надання їм звання Праведник народів світу.

### Пам'ятники жертвам Голокосту
Особливо слід виділити діяльність керівника Одеської регіональної організації колишніх в'язнів гетто і концтаборів Романа Марковича Шварцмана, завдяки зусиллям якого стало можливим встановлення в Одесі, Одеській та Миколаївській областях більше 30 пам'ятників і пам'ятних знаків, присвячених пам'яті євреїв, знищених в Катастрофі.
На згадку про жертви Голокосту на Люстдорфської дорозі, 27 споруджено Меморіальний комплекс, де щорічно 23 жовтня проходить жалобний мітинг.
На цьому місці було знайдено три додаткових ділянки з останками, і ймовірно існують ще два. Румунськими та німецькими окупантами було спалено 25000 єврейських дітей, жінок і людей похилого віку.
Як прокоментував Роман Шварцман:
|  | У будь-якому місці, де ви копаєте, ви знайдете кістки - зуби і черепа і це жахливо |

У Прохоровському сквері, на місці меморіалу жертвам Голокосту (дорога смерті), созданным узником Богдановского гетто Яковом Манеовичем, під керівництвом Романа Шварцмана постійно проводяться заходи по догляду за пам'ятниками і алеєю праведників світу.
У 2016 році в м. Балта на центральній площі відкрито меморіал жертвам Голокосту і меморіальний комплекс жертвам Голокосту і Праведників Народів Світу, в тому числі королеві Румунії Олені.
А також пам'ятники відкриті в с.Доманівка, с. Богданівка, в м.Білгород-Дністровському, м. Соврані, м. Тарутіно і багатьох інших населених пунктах території Трансністрії.
За словами Шварцмана, близько 240 тисяч євреїв були знищені нацистами на території Трансністрії. У 2015 році в с. Гвоздавка2 була виявлена масова могила з останками близько 3500 євреїв.
Де надалі також було встановлено пам'ятний знак.
У своєму інтерв'ю The Associated Press, Роман Шварцман сказав:
|  | Там лежать кілька тисяч євреїв, страчених нацистами |

### Міжнародні конференції
У жовтні 2022 року Роман Маркович Шварцман — голова Одеської регіональної Асоціації євреїв-колишніх в'язнів гетто і концтаборів, взяв участь у міжнародній конференції «Міжнародне право проти геноциду. Міжнародна конференція про війну Росії проти України», ініційована організацією Zentrum Liberale Moderne у співпраці з Центром прав людини імені Рауля Валленберга, Atlantic Council, Ukrainian Jewish Encounter.
27 січня 2023 року на запрошення віце-президентки Бундестагу Катрін Ґьорінґ-Екардт Роман Шварцман був гостем почесної трибуни німецького парламенту та виступив з промовою до німецьких парламентарів. Зустріч була присвячена Міжнародному Дню пам'яті жертв Голокосту.

## Створення музею Голокосту

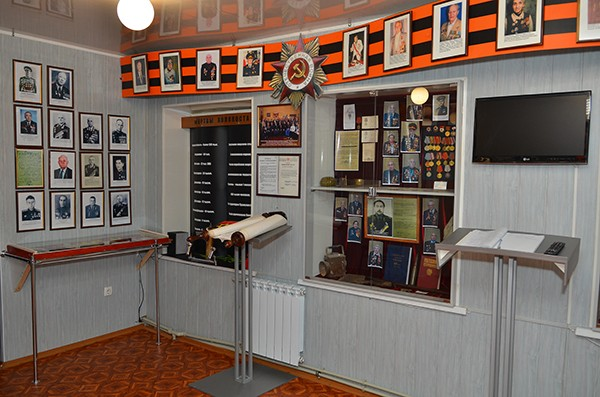
Музей Голокосту

Офіційне відкриття музею Голокосту в Одесі (Holocaust Museum in Odessa) відбулося 22 червня 2009 року.
Голова Асоціації колишніх в'язнів концтаборів і гетто Роман Шварцман наголосив:
|  | Цей музей повинен стати школою, університетом для молоді, для того щоб вони розуміли, що таке Голокост |

У теперішній час (2018 рік) в музеї представлено понад 4 тисяч експонатів. За кілька років, з моменту відкриття, музей відвідало близько 20 тисяч осіб з різних країн світу: посли, дипломати, керівники міста та області, студенти і школярі, і просто люди, які пам'ятають або хочуть дізнатися про ту страшну трагедію, яка називається Голокост.